# 唐加乡
唐加乡（藏語：ཐང་སྐྱ་，威利转写：thang skya），是中华人民共和国西藏自治区拉萨市墨竹工卡县下辖的一个乡级行政区。

## 行政区划
唐加乡下辖以下地区：
东布岗村、卓村、莫冲村、仲尼村和拉东村。